# Christos Ellinides
Christos Ellinides (griechisch Χρήστος Ελληνίδης) ist ein zyprischer EU-Beamter und leitet als Generaldirektor die Generaldirektion Übersetzung (DGT) der Europäischen Kommission.
Er ist außerdem Vorsitzender im Verwaltungsrat des Übersetzungszentrums für die Einrichtungen der Europäischen Union, Vorsitzender des EMT-Boards (European Masters in Translation) und leitet die Expertengruppe der Sprachindustrie der Europäischen Kommission (LIND).

## Leben
Ellinides erwarb Abschlüsse als B.Sc. in Business and Computing an der Nova University of Miami (USA, 1985) und als M.Sc. in Business Systems Analysis and Design an der City University London (1987). Seit 2009 ist er zudem Chartered Engineer des Engineering Council U.K.
Vor seiner Tätigkeit für die Europäische Union hatte Ellinides leitende Positionen in sechs Privatunternehmen auf Zypern inne, zuletzt war er Chief Information Officer (CIO) der Unternehmensgruppe Cyprus Airways. Daneben wirkte er als Dozent an einer technischen Hochschule sowie an der Europäischen Universität auf Zypern.
Er trat 2006 in den Dienst der Kommission, zunächst in der Generaldirektion Informatik als Direktor für digitale Unternehmenslösungen und -dienste. Zum 1. September 2014 wechselte er als stellvertretender Generaldirektor zur DGT. Ab 1. März 2022 amtierte Ellinides als geschäftsführender Generaldirektor in der Nachfolge von Rytis Martikonis.